# كأس الخليج العربي 5
كأس الخليج العربي 5 أو خليجي 5، هي النسخة الخامسة من مسابقة كأس الخليج العربي، والتي أُقيمت في بغداد، العراق في الفترة من 23 آذار/مارس إلى 9 نيسان/أبريل 1979.
وحقق منتخب العراق لقب البطولة بعد أن فاز في جميع مبارياته وألحق أول هزيمة لمنتخب الكويت منذ انطلاق دورات الخليج، وأقيمت جميع المباريات على ملعب الشعب الدولي. وكلفت اقامه البطولة بنسختها الخامسة في العراق، 200,000 دينار عراقي.

## خلفية
في أيار/مايو 1977 تم طرح اقتراح أثناء عقد اجتماع لممثلي إتحادات كرة القدم الخليجية في الإمارات لإقامة الدورة كل ثلاث سنوات حيث كانت الدورات السابقة تقام كل سنتين، وقد كان من المقرر أن تستضيف الإمارات هذه الدورة ولكنها اعتذرت بسبب عدم اكتمال المنشآت الرياضية.

## المنتخبات المشاركة
| الفريق                   | المشاركات | أفضل مشاركة سابقة |                     |         |                               |
| ------------------------ | --------- | ----------------- | ------------------- | ------- | ----------------------------- |
| الفريق                   | المشاركات | أفضل مشاركة سابقة | الكويت (حامل اللقب) | الخامسة | البطل (1970، 1972، 1974، 1976 |
| قطر                      | الخامسة   |                   |                     |         |                               |
| السعودية                 | الخامسة   |                   |                     |         |                               |
| البحرين                  | الخامسة   |                   |                     |         |                               |
| الإمارات العربية المتحدة | الرابعة   |                   |                     |         |                               |
| العراق (المستضيف)        | الثالثة   |                   |                     |         |                               |
| عمان                     | الثالثة   |                   |                     |         |                               |

## الملاعب
| بغداد             | بغدادكأس الخليج العربي 5 (العراق) |
| ----------------- | --------------------------------- |
| ملعب الشعب الدولي | بغدادكأس الخليج العربي 5 (العراق) |
| السعة: 35.000     | بغدادكأس الخليج العربي 5 (العراق) |
|                   | بغدادكأس الخليج العربي 5 (العراق) |

## الحكام
- اليكسوزا (الهند)
- كيم. (الهند)
- جندرا (سنغافورة)
- سيجيت (تايلاند)
- أحمد المسفر (الكويت)
- إبراهيم الدوي (البحرين)
- خلفان علي (الإمارات)
- رستم باقر (قطر)
- سامي ناجي (العراق)
- فهد الدهمش (السعودية)

## الترتيب النهائي
| مركز | فريق                     | لعب | ف | ت | خ | نقاط | أ.له | أ.ع | ف.أ |
| ---- | ------------------------ | --- | - | - | - | ---- | ---- | --- | --- |
| 1    | العراق                   | 6   | 6 | 0 | 0 | 18   | 23   | 1   | +22 |
| 2    | الكويت                   | 6   | 4 | 1 | 1 | 13   | 15   | 4   | +11 |
| 3    | السعودية                 | 6   | 3 | 2 | 1 | 11   | 14   | 4   | +10 |
| 4    | البحرين                  | 6   | 2 | 2 | 2 | 8    | 8    | 9   | -1  |
| 5    | قطر                      | 6   | 2 | 1 | 3 | 7    | 4    | 13  | -9  |
| 6    | الإمارات العربية المتحدة | 6   | 1 | 0 | 5 | 3    | 5    | 18  | -13 |
| 7    | عمان                     | 6   | 0 | 0 | 6 | 0    | 1    | 21  | -20 |

## المباريات
| العراق                                  | 4–0 | البحرين |
| --------------------------------------- | --- | ------- |
| حسين سعيد 48'، 88'، 90' · ناظم شاكر 64' |     |         |

| السعودية                           | 2–1 | الإمارات العربية المتحدة |
| ---------------------------------- | --- | ------------------------ |
| سلطان نصيب 22' · ماجد عبد الله 70' |     | أحمد عيسى 51'            |

| الكويت                                    | 3–1 | قطر         |
| ----------------------------------------- | --- | ----------- |
| يوسف سويد 19' · عبد الله البلوشي 34'، 79' |     | حسن مطر 51' |

| العراق                    | 2–0 | قطر |
| ------------------------- | --- | --- |
| حسين سعيد 1'، 60' (ركلة.) |     |     |

| البحرين                                                           | 3–0 | الإمارات العربية المتحدة |
| ----------------------------------------------------------------- | --- | ------------------------ |
| خليل شويعر 5' · إبراهيم زويد 12' (ركلة.) · عبد الهادي الحايكي 18' |     |                          |

| السعودية                                                | 4–0 | عمان |
| ------------------------------------------------------- | --- | ---- |
| سعود جاسم 34'، 54' · عيسى خليفة 69' · ماجد عبد الله 79' |     |      |

| قطر             | 1–0 | الإمارات العربية المتحدة |
| --------------- | --- | ------------------------ |
| منصور مفتاح 40' |     |                          |

| البحرين                                              | 3–1 | عمان           |
| ---------------------------------------------------- | --- | -------------- |
| إبراهيم زويد 13' · محمد الزياني 35' · خليل شويعر 88' |     | أحمد صومار 53' |

| العراق                                            | 3–1 | الكويت         |
| ------------------------------------------------- | --- | -------------- |
| فلاح حسن 9' · هادي أحمد 47' · مهدي عبد الصاحب 90' |     | محبوب جمعة 75' |

| قطر           | 1–0 | عمان |
| ------------- | --- | ---- |
| خميس دهام 33' |     |      |

| الكويت                                                                                          | 7–0 | الإمارات العربية المتحدة |
| ----------------------------------------------------------------------------------------------- | --- | ------------------------ |
| نعيم سعد 14' · يوسف سويد 43'، 80' · فتحي كميل 45' · عبد الله البلوشي 47'، 88' · فيصل الدخيل 84' |     |                          |

| السعودية      | 1–1 | البحرين      |
| ------------- | --- | ------------ |
| سعود جاسم 53' |     | كامل غيث 41' |

| الكويت             | 2–0 | عمان |
| ------------------ | --- | ---- |
| يوسف سويد 40'، 47' |     |      |

| السعودية                                               | 7–0 | قطر |
| ------------------------------------------------------ | --- | --- |
| ماجد عبد الله 14'، 15'، 45'، 48'، 55' · عيسى حمدان 32' |     |     |

| العراق                                                                             | 5–0 | الإمارات العربية المتحدة |
| ---------------------------------------------------------------------------------- | --- | ------------------------ |
| هادي أحمد 25' · مهدي عبد الصاحب 40' · فلاح حسن 47' · حسين سعيد 66' · عادل خضير 85' |     |                          |

| العراق                                                           | 7–0 | عمان |
| ---------------------------------------------------------------- | --- | ---- |
| حسين سعيد 30'، 32'، 40'، 86' · فلاح حسن 43'، 50' · عادل خضير 52' |     |      |

| الكويت | 0–0 | السعودية |
| ------ | --- | -------- |
|        |     |          |

| البحرين        | 1–1 | قطر                   |
| -------------- | --- | --------------------- |
| خليل شويعر 77' |     | عنبر بشير 27' (ركلة.) |

| العراق                       | 2–0 | السعودية |
| ---------------------------- | --- | -------- |
| فلاح حسن 24' · حسن فرحان 36' |     |          |

| الكويت             | 2–0 | البحرين |
| ------------------ | --- | ------- |
| يوسف سويد 19'، 84' |     |         |

| عمان | 0–4 | الإمارات العربية المتحدة                                                  |
| ---- | --- | ------------------------------------------------------------------------- |
|      |     | رجب عبد الرحمن 29' · أحمد شومبي 43' · سالم بوشنين 73' · سعيد عبد الله 77' |

## الهدافون
عدد الأهداف المُسجلة  70 هدفًا  في 21 مباراة، بمتوسط 3.33 هدفًا في المباراة الواحدة.
10 أهداف
- حسين سعيد

7 أهداف
- ماجد عبد الله
- يوسف سويد

5 أهداف
- فلاح حسن

4 أهداف
- عبد الله البلوشي

3 أهداف
- سعود جاسم
- خليل شويعر

هدفان
- إبراهيم زويد
- مهدي عبد الصاحب
- عادل خضير

هدف
- ناظم شاكر
- هادي أحمد
- هادي أحمد
- حسن فرحان
- سلطان نصيب
- أحمد عيسى
- عيسى خليفة
- عيسى حمدان
- عبد الله عبد ربه
- حسن مطر
- منصور مفتاح
- عبد الهادي الحايكي
- محمد الزياني
- كامل غيث
- أحمد صومار
- محبوب جمعة
- نعيم سعد
- فيصل الدخيل
- فتحي كميل
- خميس دهام
- عنبر بشير
- رجب عبد الرحمن
- أحمد شومبي
- سالم بوشنين
- سعيد عبد الله

## الجوائز الفردية
| هداف البطولة | حسين سعيد | العراق |
| برصيد 10 أهداف (رقم قياسي). |           |        |
| أفضل لاعب | هادي أحمد | العراق |
| حصد هادي أحمد، جائزة أفضل لاعب في البطولة. |           |        |
| أفضل حارس مرمى | رعد حمودي | العراق |
| تم اختيار رعد حمودي حارس المنتخب العراقي لجائزة أفضل حارس مرمى في البطولة، حيث شارك في جميع مباريات المسابقة، واستقبل هدف واحد فقط في البطولة. |           |        |

## المدربون
| الاسم                         | الدولة          | نبذة |
| ----------------------------- | --------------- | --- |
| عمو بابا (العراق)             | العراق          | اسمه الحقيقي عمانويل بابا داوود ويلقب بــ((شيخ المدربين)) والذي قاد منتخب بلاده العراق إلى حمل لقب كأس الخليج أعوام 1979 و1984 و1988، والوصول إلى نهائيات الأولمبياد 3 مرات أعوام 80 و84 و88، وإلى احراز كأس العرب عام 1988 وذهبية دورة الألعاب الآسيوية. |
| كارلوس البرتو بيريرا (الكويت) | البرازيل        | يعد المدرب كارلوس من أحد أذكى المدربين الذين عرفتهم منطقة الخليج، فقد كانت لديه قدرات خاصة إداريا واجتماعيا وقد ظهر ذلك بوضوح في تكيفه مع مجتمع الخليج واندماجه فيه ، أحرز مع منتخب الكويت كأس الخليج عام 1976 وثم إلى التأهل إلى مونديال إسبانيا 82، وأحرز مع منتخب السعودية لكرة القدم كأس أمم آسيا.                                                                       |
| ديفيد ودفيلد (السعودية)       | إنجلترا         | -- |
| جاك مانسيل (البحرين)          | جمهورية إيرلندا | لاعب سابق في نادي وست برومتش ألبيون الإنجليزي، درب نادي ستورمفوغلز تليستار الهولندي في موسم 1964 - 1965، ودرب نادي روثرهام يونايتد الإنجليزي في موسم 1966 - 1967، وقاد فريق بوستون بيكونز في عام 1968، درب منتخب إسرائيل لكرة القدم من 26 مارس 1980 إلى 18 نوفمبر 1981، وقادهم في 10 مباريات، فاز في اثنتين وتعادل في ثلاث وخسر في خمس، سجل المنتخب 8 أهداف ودخل في مرماه 12 |
| حسن عثمان (قطر)               | السودان         | درب العديد من الأندية القطرية مثل نادي العروبة ونادي السد القطري وله الفضل في اكتشاف العديد من الأسماء البارزة في تاريخ الكرة القطرية مثل مبارك عنبر. |
| دون ريفي (الإمارات)           | إنجلترا         | كان مدرب منتخب إنجلترا لكرة القدم 1974 - 1977 وتعاقد لتدريب منتخب الأمارات 1977 - 1980 إلا ان نتائج الفريق جاءت مخيبة للآمال |
| جورج سميث (عمان)              | إنجلترا         | درب أيضا نادي الهلال السعودي ويعتبر أول مدرب يحصل على بطولة الدوري الممتاز السعودي مع فريق الهلال السعودي عام 1397هـ |

## أغنية كأس الخليج وصدام حسين
من المفارقات التاريخية في تاريخ العراق في عهد الرئيس العراقي السابق صدام حسين والمتعلقة بكأس الخليج العربي لكرة القدم 1979 هو ان الأهزوجة أو الهتاف الجماهيري الذي كان يصاحب زيارة الرئيس السابق لأية مدينة أو منطقة في العراق والتي كانت عبارة عن «هلا بيك هلا وبجيتك هلا» والذي كان هتافا عفويا أحيانا ومنظماً أحيانا أخرى، كان في الأصل أغنية للمطرب العراقي سعدون جابر كتبت ولحنت خصيصا لبطولة كأس الخليج العربي 1979 واشتهرت تلك الأغنية على نطاق واسع في العراق في تلك الفترة. بالرغم من أن صدام حسين أصبح رئيسا للعراق بعد 3 أشهر من انتهاء كأس الخليج العربي 1979 إلا ان أحد مقاطع تلك الأغنية علقت بحقبة في تاريخ العراق امتدت من صعود صدام حسين للسلطة وحتى غزو العراق 2003.
تقول كلمات الأغنية التي كتبت خصيصا كإهداء لأعضاء منتخب العراق الفائزين بكاس الخليج 1979 وغناها سعدون جابر 